# Congestheriella
Genre
Congestheriella est un genre fossile de crustacés branchiopodes de l'ordre des diplostracés, du sous-ordre des Spinicaudata et de la famille des Afrograptidae. Les espèces datent du Jurassique supérieur au Crétacé inférieur. Le préfixe "Cong-" du nom fait référence au Congo.

## Espèces
- Congestheriella elegans Bonev, 1968 - Bulgarie
- Congestheriella elliptoidea (Bock)
- Congestheriella gracilis Bonev, 1975 - Bulgarie
- Congestheriella lualabensis Leriche (syn. Estheriella lualabensis) - Jurassique supérieur au Congo
- Congestheriella rauhuti Gallego, Shen, Cabaleri & Hernández, 2010 - Jurassique supérieur en Argentine
- Congestheriella tuberculata Chen & Shen

Noms en synonymie
- Congestheriella olsoni, un synonyme de Isaura olsoni Bock - Venezuela